# Hříškov
Hříškov (en allemand : Rischkau) est une commune du district de Louny, dans la région d'Ústí nad Labem, en Tchéquie. Sa population s'élevait à 411 habitants en 2021.

## Géographie
Hříškov se trouve à 9 km au nord-est de Louny, à 44 km au sud-ouest d'Ústí nad Labem et à 48 km au nord-ouest de Prague.
La commune est limitée par Smolnice au nord, par Toužetín au nord-est, par Panenský Týnec à l'est, par Žerotín à l'est et au sud, et par Vinařice et Nová Ves à l'ouest.

## Histoire
La première mention écrite du village remonte à 1318.

## Administration
La commune se compose de trois quartiers :
- Bedřichovice
- Hříškov
- Hvížďalka

## Galerie

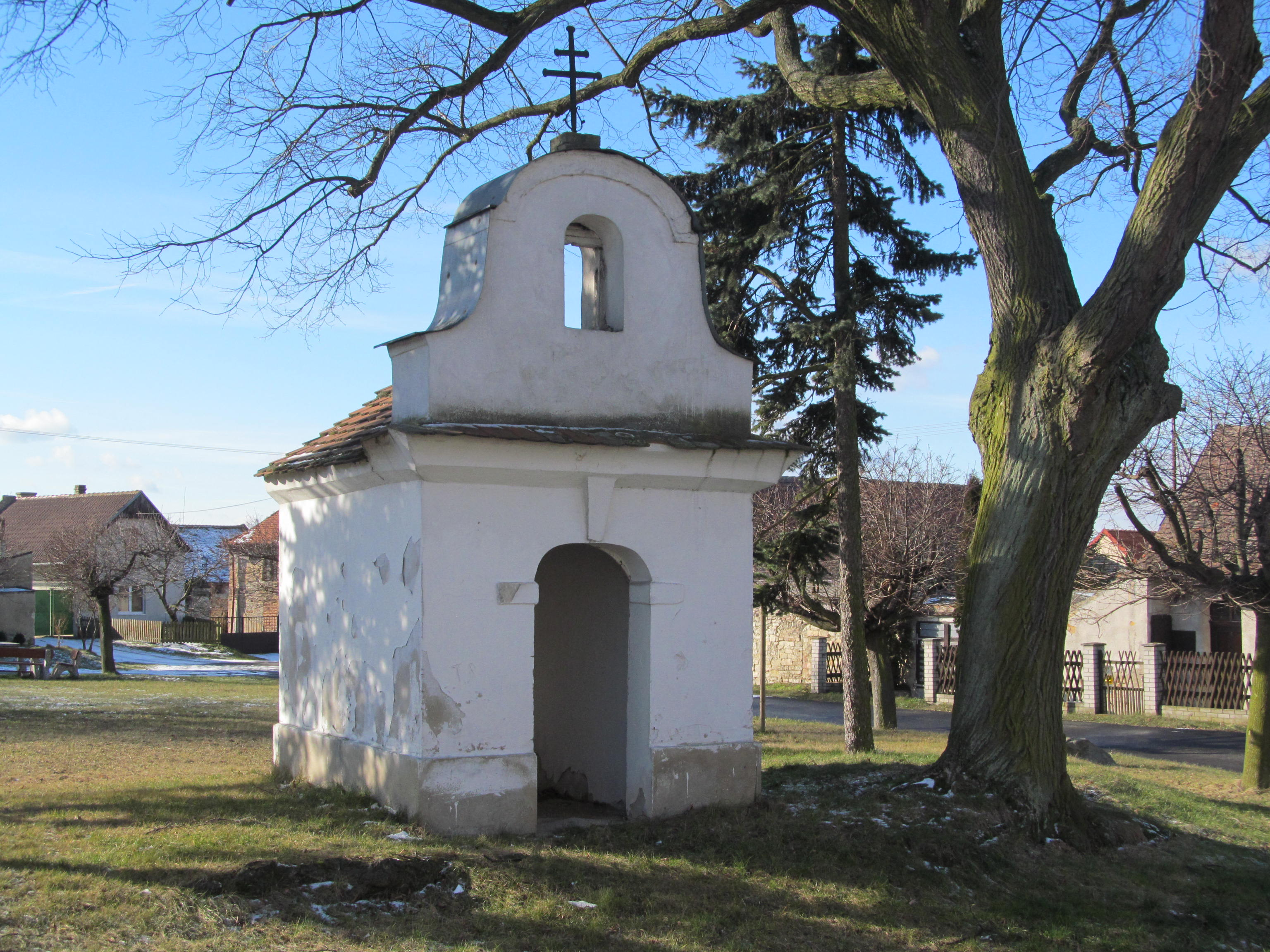
Chapelle à Bedřichovice.
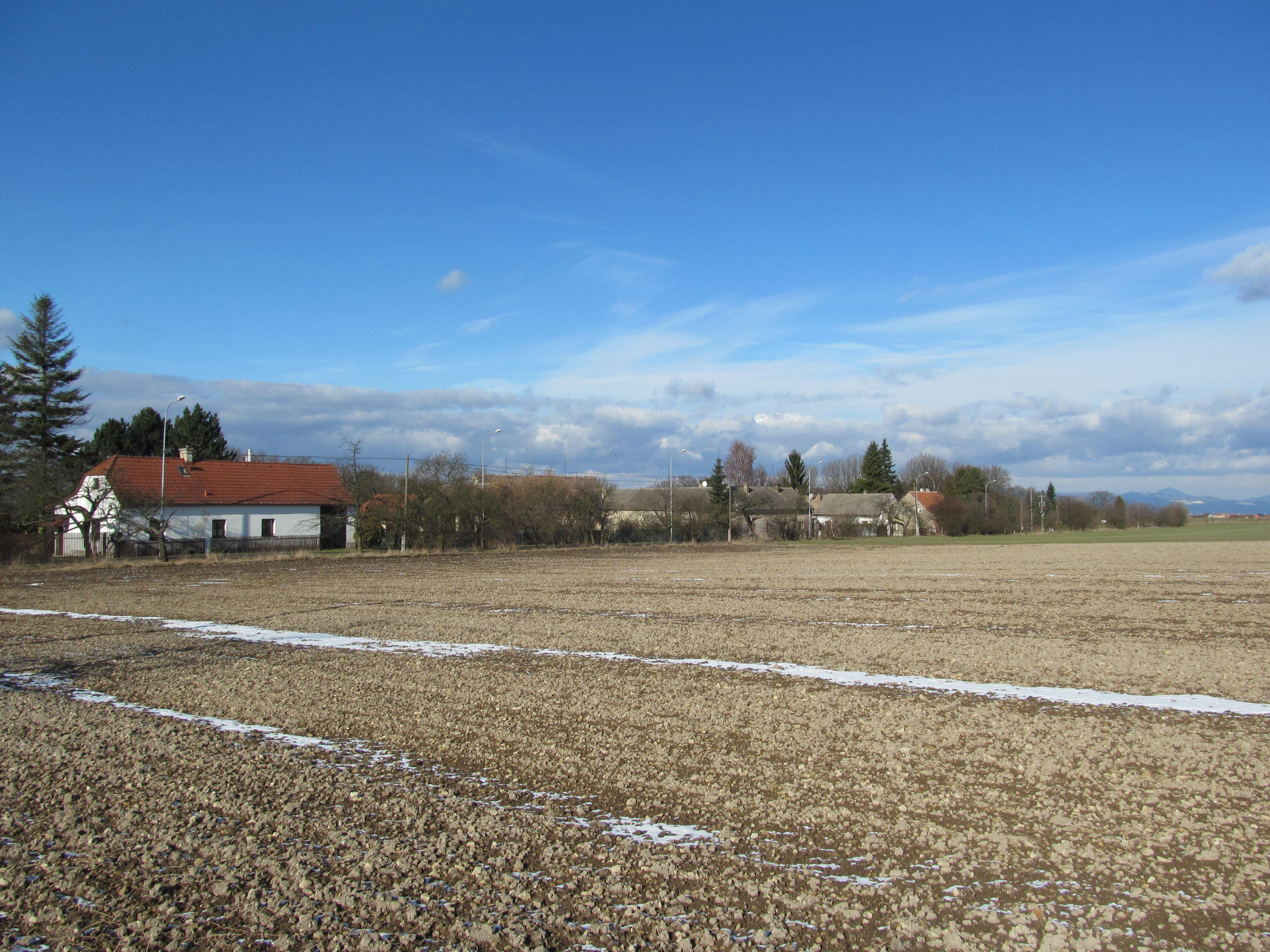
Hameau de Hvížďalka.

## Transports
Par la route, Hříškov se trouve à 11 km de Louny, à 60 km d'Ústí nad Labem  et à 56 km de Prague.